# Adolf Pompe

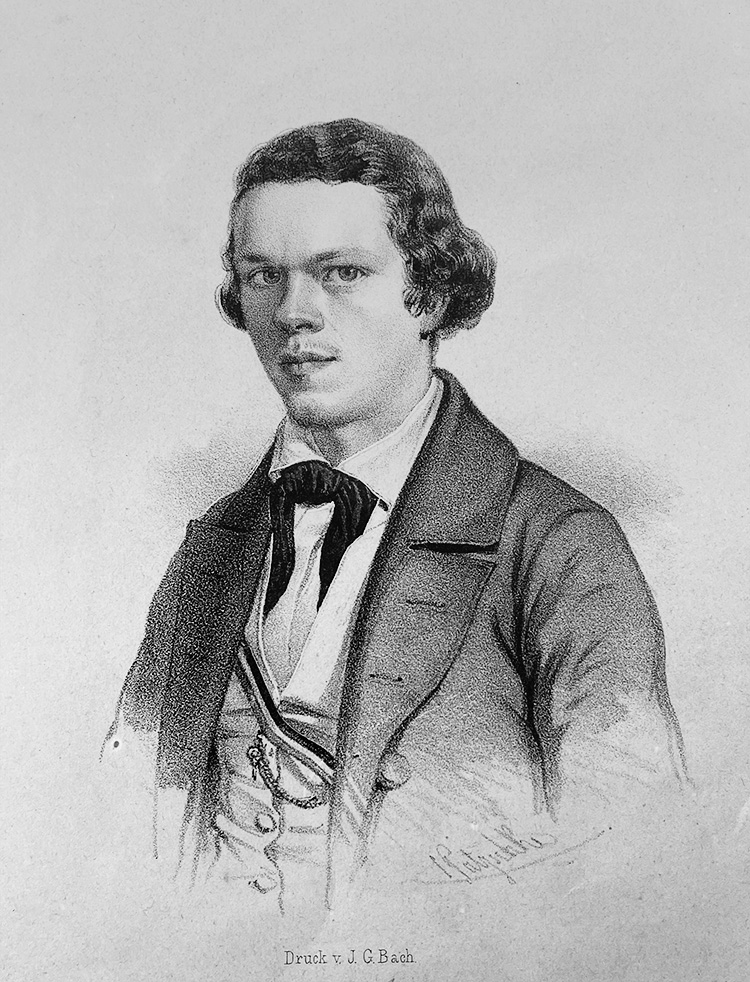
Adolf Pompe als Hallenser Wingolfit 1849

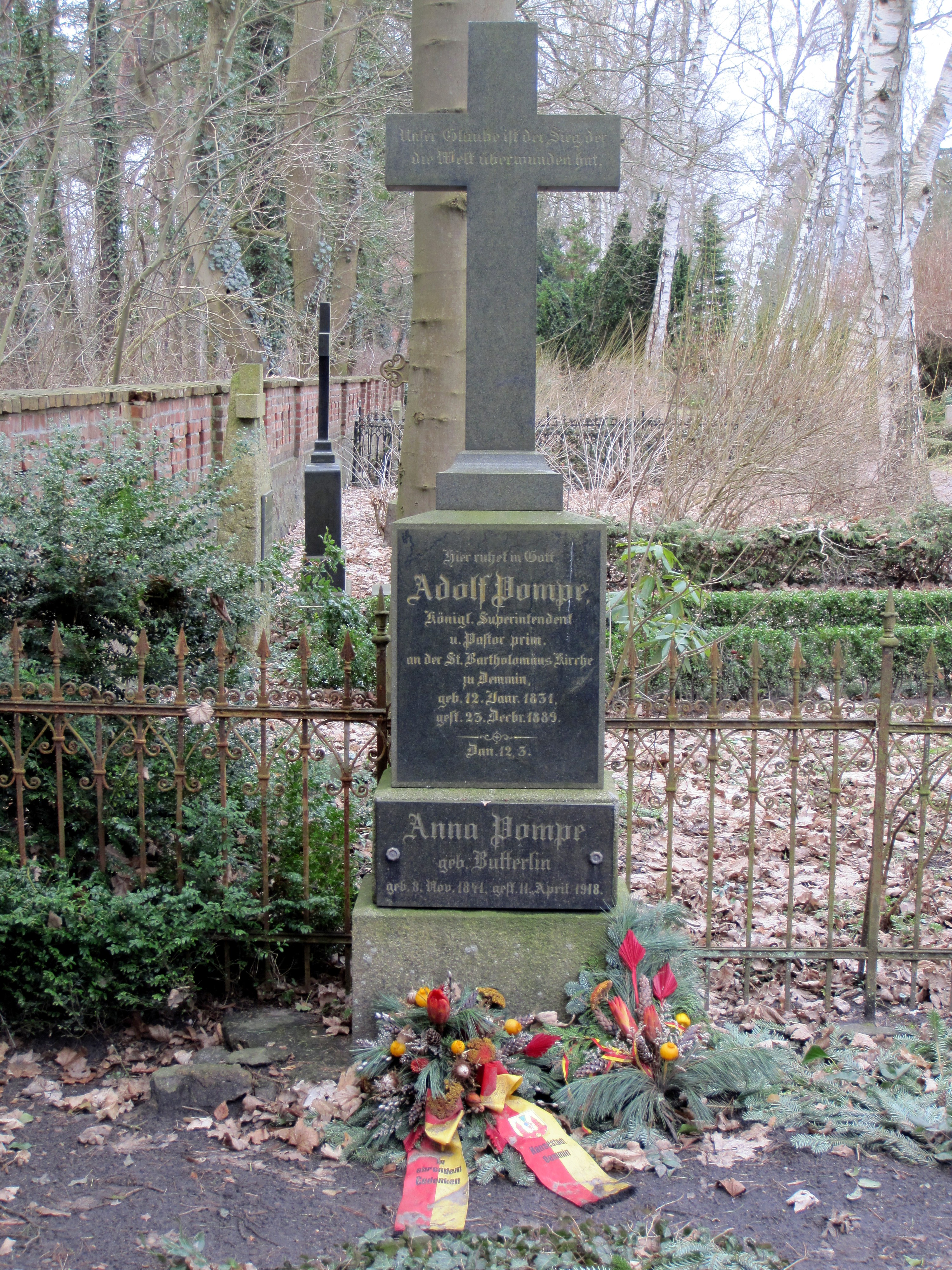
Grabstätte auf dem Demminer Friedhof

Gustav Adolf Reinhard Pompe (* 12. Januar 1831 in Stettin; † 23. Dezember 1889 in Demmin) war ein deutscher evangelisch-lutherischer Theologe und Dichter. Er verfasste über 50 Gedichte. Das mit Abstand bekannteste ist das Pommernlied.

## Leben
Adolf Pompe besuchte das Marienstiftsgymnasium in seiner Heimatstadt Stettin, wo Ludwig Giesebrecht und Carl Loewe unter seinen Lehrern waren. Von 1849 bis 1854 studierte er Theologie und Philologie an der Universität Halle. Er war dort Mitglied des Hallenser Wingolf, dessen Mitglieder sich eine Zeit lang nach ihm Pompejaner nannten. Pompe war begeistert von der Idee der nationalen Einigung Deutschlands.
Sein berühmtestes Werk entwarf Adolf Pompe 1851 nach einer Wanderung mit anderen Studenten im Harz: „In irgendeiner Bleibe hätten nacheinander die beteiligten verschiedenen Landeskinder ihre Heimatlieder angestimmt, zwei Pommernsöhne aber hätten mit schmerzlichem Vermissen zugehört.“ Pompe habe dann sogleich einen Text zu der bekannten und eingängigen Melodie von Freiheit, die ich meine von Karl August Groos entworfen und ihn seinen beiden Landsleuten präsentiert. Erstmals schriftlich festgehalten findet sich das fünfstrophige Lied in einem Brief Pompes an seine Mutter, datiert auf den 19. März 1852. Der Titel des Liedes lautete darin noch Heimath! Bei der Drucklegung der Dichtung 1853 änderte er ihn aber in Pommernlied. Das Werk wurde 1853 erstmals in der Anthologie Aus dem Wingolf veröffentlicht. Langsam etablierte es sich zu der Landeshymne der Provinz Pommern und gehört in Vorpommern noch bis heute zum nationalen Liedgut. Als Erinnerung an die verlorene Heimat hat das Pommernlied für die Flüchtlinge und Vertriebenen aus Hinterpommern aber eine weitaus größere ideelle Bedeutung. Auf Ehemaligentreffen wird es daher regelmäßig gesungen.
Ab 1855 war Pompe Lehrer in Dresden. Ab 1856 lehrte er an einem Gymnasium in Greifenberg in Pommern. Im Jahr 1861 wurde er Oberpfarrer in Labes und 1872 Superintendent in Lauenburg in Pommern an der St. Salvatorkirche.
1883 wurde er zum Superintendenten an St. Bartholomaei zu Demmin berufen. Er wohnte dort neben der Kirche mit Frau und Söhnen in dem 1728 erbauten Fachwerkhaus der Superintendentur, das 1945 in Brand gesteckt und so zerstört wurde. Dieses Amt hatte er bis zu seinem Todestag, dem 23. Dezember 1889, inne.
Zum Andenken an den Dichter der pommerschen Landeshymne trägt die frühere Augustastraße in Demmin seit der Wende den Namen Adolf Pompes.

## Schriften (Auswahl)
- Ueber Kircheneinrichtung und Kirchenschmuck, Kirchengeräthe und Paramente. Ein Conferenz-Vortrag (Separat-Abdruck aus der „Monatsschrift der ev.-luth. Kirche Preußens“), Berlin 1867. (Digital im DFG-Viewer der Universitätsbibliothek Marburg)